# Старорублёвский мост
Старорублёвский (также Старый Рублёвский) мост — мост в Москве через реку Сетунь. Построен в 1912 году. Располагался на старой трассе Рублёвского шоссе. Один из старейших в Москве функционирующих мостов, сохранившихся без перестройки. В настоящее время автомобильное движение по мосту перекрыто в связи с его ветхостью, мост используется как пешеходный.

## История
Мост был построен позже, чем проложена первоначальная трасса Рублёвского шоссе (шоссе построено для обслуживания водопровода в 1903 году). Первоначально назывался Рублёвским, как и шоссе. С 1960 года — в черте Москвы. В 1961 году стал называться Старым Рублёвским в связи с постройкой в 350 м выше по течению Сетуни Нового Рублёвского моста на трассе Минской улицы. После прокладки Минской улицы сквозное движение по Рублёвскому шоссе прекратилось из-за закрытия переезда через железнодорожные пути Киевского направления, но мост продолжал использоваться — через него восточный участок Рублёвского шоссе (позже ставший улицей Улофа Пальме) соединялся с Минской улицей.

## Конструкция
Мост имеет 5 пролётов. Пролётные строения железобетонные. Длина моста составляет 60,6 м, ширина 8,1 м. Мост имеет асфальтовое покрытие, бетонные перила.

## Современное состояние
Используется исключительно как пешеходный, въезд перекрыт. Соединяет жилой квартал на улице Довженко с проездом от Минской улицы к резервной базе МЧС. Мост постепенно разрушается. Несмотря на историческую ценность, охранного статуса Старорублёвский мост не имеет.
У моста, в 20 м вверх по течению Сетуни, на правом её берегу, находится родник (Мосфильмовский родник или родник № 55).